# إيقاع على النهر (فلم)
إيقاع على النهر (بالإنجليزية: Rhythm on the River) هو فيلم كوميدي موسيقي من إنتاج عام 1940، إخراج فيكتور شيرتسينجر وتمثيل بينغ كروسبي، ماري مارتن وباسل راثبون ومن ألحان جيمس موناكو وكلمات جوني بورك والتي رُشحت لجائزة الأوسكار كافضل أغنية أصلية.

## القصة
أوليفر كورتني (باسل راثبون) هو ملحن متغطرس يسمح للآخرين بكتابة الأغاني التي ينسبها لنفسه ويشتهر بها. بوب سومرز (بنج كروسبي) يكتب أغانيه مع بيلي ستارباك (أوسكار ليفانت). في ليلة حفل كريسمامس جماعي، يُقدم أوليفر أغنية بوب «ماذا قال شكسبير؟» كأغنيته. في وقت لاحق من تلك الليلة، يشكر أوليفر بوب على ولائه ويقدم له عقدًا بمقابل 50 دولار أسبوعيًا لمدة ثلاث سنوات. ولكنه يرفض مُعللًا أنه يُفضل أن يمتلك زورق صغير لزيارة عمه في فندقه النهري، والذي يُطلق عليه «فندق المجهول».

## روابط خارجية
- مقالات تستعمل روابط فنية بلا صلة مع ويكي بيانات